# Émile Véron
Pour les articles homonymes, voir Véron.
Émile Véron, né le 26 mars 1925 à Lyon et mort à Villeurbanne le 20 novembre 2013 est un entrepreneur français de modélisme automobile, cofondateur de Norev et fondateur de Majorette.

## Biographie
Émile Véron crée le modèle de voiture de marque Norev avec ses deux frères, Joseph et Paul, en 1946. Le nom de la société est leur nom épelé à l'envers.
Il crée l'entreprise de jouets Majorette en 1961. Sa société entre à la Bourse de Lyon en 1977, et É. Véron en distribue des actions à son personnel. En 1980, il rachète la marque Solido.
Pionnier de la participation, il est décoré de l'Ordre national de la Légion d'honneur.
Un temps leader mondial des voitures miniatures, Majorette souffre à la fin des années 1980 d’une concurrence internationale grandissante. 
En 1984, il publie un livre, Pour en sortir, et projette de se présenter à l'élection présidentielle de 1988 en créant le mouvement Réussir, dans lequel il souhaite reproduire la politique libérale de droite teintée de social menée au sein de son entreprise. 
En novembre 1992, les difficultés de son entreprise conduisent Émile Véron à la placer en cessation de paiement. Son fils et lui seront condamnés à une amende pour abus de biens sociaux, et la société Majorette est cédée à Idéal Loisirs en avril 1993.

## Publications
- Émile Véron, Pour en sortir, Albin Michel, 1984 (OCLC 299782264, BNF 34769340).